# Denis Pétau
Denis Pétau, en latín, Dionysius Petavius, (1583-1652) fue un jesuita francés, teólogo y autor de diversas obras sobre cronología histórica, dinastías, ciudades, etc. Se formó en la Sorbona, donde defendió su tesis para Maestro en Artes en griego. 
Llegó a bibliotecario real, y sus obras teológicas fueron muy influyentes en la dogmática católica. En particular su obra, De theologicis dogmatibus presenta un nuevo acercamiento a la dogmática, más centrado en la historia de su formulación que en las tesis y distinciones propias del sistema escolástico. De esta manera dio lugar a la historia del dogma como disciplina.

## Eponimia
- El cráter lunar Petavius fue bautizado en su honor con su apellido latinizado.[2][3]